# Armadia
Armadia (1924: Harmadia) a fost un sat din Banat care astăzi este inclus în localitatea Tapia, municipiul Lugoj.

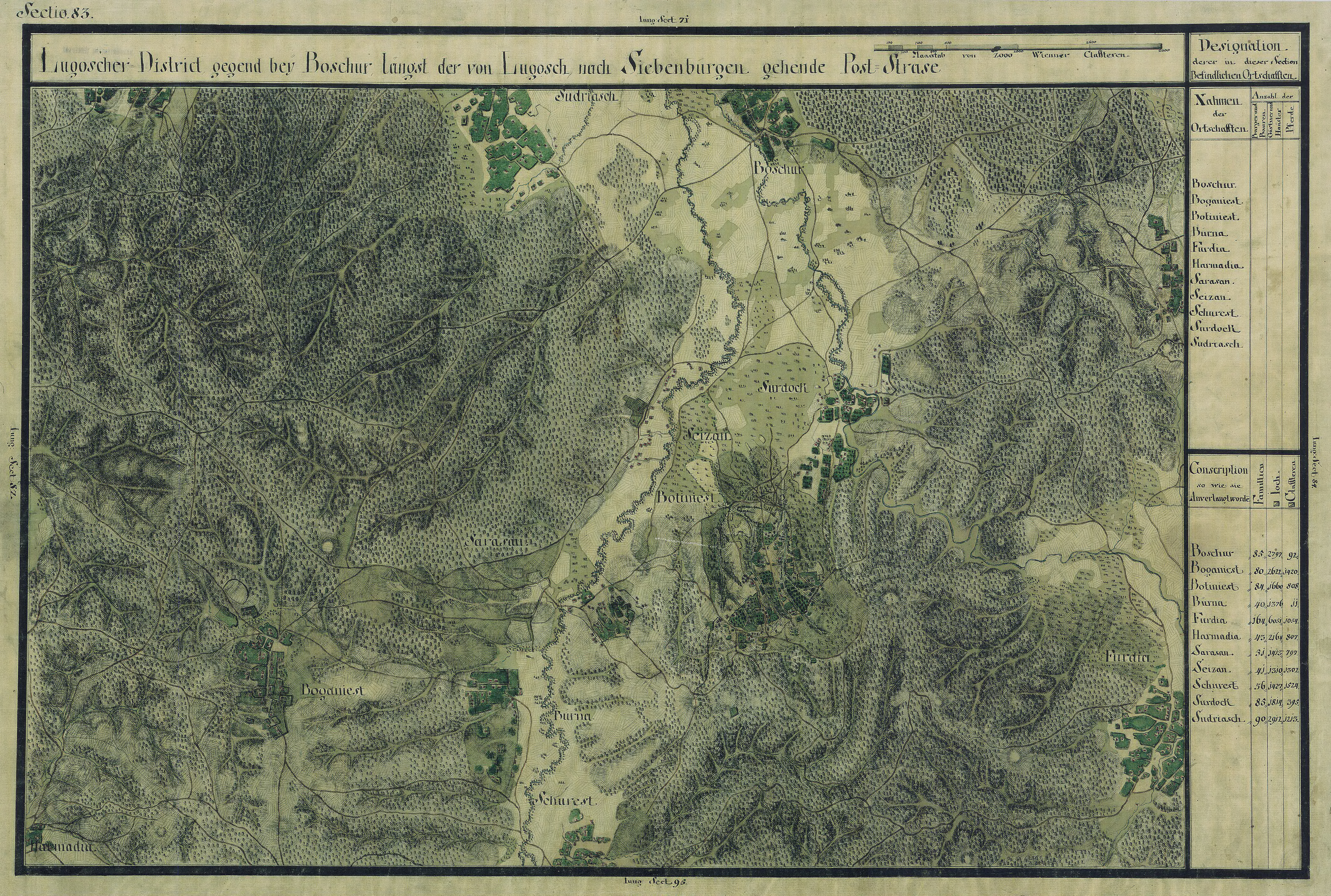
Armadia în Harta Iosefină a Banatului, 1769-72